# Proechimys
A Proechimys az emlősök (Mammalia) osztályának a rágcsálók (Rodentia) rendjébe, ezen belül a tüskéspatkányfélék (Echimyidae) családjába tartozó nem.

## Rendszerezés
A nembe az alábbi 25 faj tartozik:
- Proechimys brevicauda Gunther, 1877
- Proechimys canicollis J. A. Allen, 1899
- Proechimys chrysaeolus Thomas, 1898
- Proechimys cuvieri Petter, 1978
- Proechimys decumanus Thomas, 1899
- Proechimys echinothrix da Silva, 1998
- Proechimys gardneri da Silva, 1998
- Proechimys goeldii Thomas, 1905
- Proechimys guairae Thomas, 1901
- Proechimys guyannensis E. Geoffroy, 1803
- Proechimys hoplomyoides Tate, 1939
- Proechimys kulinae da Silva, 1998
- Proechimys longicaudatus Rengger, 1830
- Proechimys magdalenae Hershkovitz, 1948
- Proechimys mincae J. A. Allen, 1899
- Proechimys oconnelli J. A. Allen, 1913
- Proechimys pattoni da Silva, 1998
- Proechimys poliopus Osgood, 1914
- Proechimys roberti Thomas, 1901
- Proechimys semispinosus Tomes, 1860
- Proechimys simonsi Thomas, 1900
- Proechimys steerei Goldman, 1911
- Proechimys trinitatus J. A. Allen & Chapman, 1893 - típusfaj
- Proechimys urichi J. A. Allen, 1899
- Proechimys quadruplicatus Hershkovitz, 1948